# 鋳銭司村
鋳銭司村（すぜんじむら）は、かつて山口県吉敷郡南東部に存在した村。
1956年（昭和31年）11月3日に山口市との編入合併で消滅した。現在は山口市南東部の一地域となっている。

## 地理
山陽道（西国街道）沿いに平地が広がる。基本的には田園地帯である。

## 歴史
かつては、その名のとおり和同開珎などの銭貨の鋳造所があった場所である。明治末年に「ふいごの口・るつぼ・和銅開珎・同銭笵」などが出土したと伝わる。
- 1889年（明治22年）4月1日 - 町村制の施行により、近世以来の鋳銭司村が単独で自治体を形成。
- 1956年（昭和31年）11月3日 - 山口市に編入。同日鋳銭司村廃止。
- 1966年 （昭和41年） - 周防鋳銭司跡の発掘調査開始（2回目調査は昭和46～47年)。
- 1973年 （昭和48年） - 周防鋳銭司跡が国の史跡に指定される。

## 小字
- 四辻（よつつじ）
- 道の上（みちのうえ）
- 今宿西（いまじゅくにし）
- 今宿東（いまじゅくひがし）
- 大村（おおむら） - 大村益次郎の出生地

## 現況
編入合併後は山口市の一地域（鋳銭司地区）となり、市の出張所が置かれている。国道2号が地域を貫き、山陽自動車道山口南インターチェンジが設けられたことから、交通の要衝の一つとなり、物流拠点として複数の運送会社等の営業拠点が置かれている。